# نفتالي بلومنتال
نفتالي بلومنتال (بالعبرية: נפתלי בלומנטל‏) هو مدير وسياسي إسرائيلي، ولد في 1 مارس 1922 في إيفانو-فرانكيفسك في أوكرانيا. حزبياً، نشط في معراخ. وقد انتخب الرئيس التنفيذي وانتخب عضو الكنيست ‏ (20 يوليو 1981 – 13 أغسطس 1984).